# Заріпов Раміль Равільович
Раміль Равільович Заріпов (рос. Рамиль Равилевич Зарипов; нар. 3 травня 1992, Москва, Росія) — російський футболіст, захисник.

## Життєпис
Вихованець СДЮШОР «Москва» ім. В. Вороніна. Футбольну кар'єру розпочав у складі «Рубіна-2», у футболці якого дебютував 25 квітня 2011 року в поєдинку Другого дивізіону Росії проти «Зеніта-Іжевська». Наступного року перейшов до «Істри». У 2013—2014 роках захищав кольори клубу «Локомотив-2», після чого поповнив ряди «Орла». Влітку 2015 року підписав контракт із вірменською «Мікою», за яку в Прем'єр-лізі Вірменії провів 15 матчів. На початку 2016 року поповнив лави подольського «Витязя». Влітку 2016 року перейшов у «Волгар». У ФНЛ Росії за астраханський «Волгар» дебютував 6 серпня 2016 року в поєдинку проти московського «Динамо». У лютому 2017 року відданий в 1-річну оренду клубу «Довгопрудний». 2018 року викуплений підмосковним клубом. У 2019 році захищав кольори «Коломни». 2020 року підписав контракт із «Муромом». Завершив кар'єру 2022 року в «Кизилташі».

## Досягнення
- Друга ліга Росії (зона «Захід»)
  -  Срібний призер (1): 2016/17